# Ekstraklasa w futsalu (2019/2020)
Ekstraklasa 2019/2020 – 26. edycja najwyższych w hierarchii rozgrywek ligowych polskiego klubowego futsalu.
Mistrzem Polski została po raz piąty w historii i po raz czwarty z rzędu drużyna Rekordu Bielsko-Biała.
Królem strzelców sezonu został po raz pierwszy Mateusz Kostecki z Red Dragons Pniewy z wynikiem dwudziestu dwóch bramek.
Był to pierwszy sezon po powiększeniu ligi do czternastu drużyn, które miały rozegrać pomiędzy sobą po dwa spotkania.
14 maja 2020 Komisja ds. Nagłych PZPN ze względu na szerzenie się zakażeń wirusem SARS-CoV-2 w Polsce zadecydowała o zakończeniu rozgrywek, uznając za oficjalne wyniki po 18 kolejce sezonu, decydując równocześnie o braku spadków z ligi.
| Rozgrywki  | Poziomy ligowe | Liga        | Sezon                     |
| ---------- | -------------- | ----------- | ------------------------- |
| Centralne  | I poziom       | Ekstraklasa | Sezon 2019/2020 (1 grupa) |
| Centralne  | II poziom      | I Liga      | Sezon 2019/2020 (2 grupy) |
| Regionalne | III poziom     | II Liga     | Sezon 2019/2020 (? grupy) |

## Tabela
| Lp.    | Drużyna                       | M  | Z  | R | P  | Bramki | Bramki | Różn. | Pkt. | Uwagi      |
| ------ | ----------------------------- | -- | -- | - | -- | ------ | ------ | ----- | ---- | ---------- |
| złoto  | Rekord Bielsko-Biała          | 18 | 15 | 2 | 1  | 116    | 33     | +83   | 47   | LM - elim. |
| srebro | Constract Lubawa              | 18 | 10 | 4 | 4  | 64     | 51     | +13   | 34   |            |
| brąz   | Gatta Zduńska Wola            | 18 | 10 | 3 | 5  | 64     | 52     | +12   | 33   |            |
| 4      | Clearex Chorzów               | 18 | 9  | 4 | 5  | 76     | 51     | +25   | 31   |            |
| 5      | FC Toruń                      | 18 | 8  | 6 | 4  | 57     | 50     | +7    | 30   |            |
| 6      | Orzeł Futsal Jelcz-Laskowice  | 18 | 7  | 7 | 4  | 51     | 34     | +17   | 28   |            |
| 7      | Piast Gliwice                 | 18 | 8  | 3 | 7  | 57     | 44     | +13   | 27   |            |
| 8      | AZS UŚ Katowice               | 18 | 8  | 1 | 9  | 51     | 78     | -27   | 25   |            |
| 9      | GSF Gliwice                   | 18 | 7  | 3 | 8  | 61     | 57     | +4    | 24   |            |
| 10     | MOKS Słoneczny Stok Białystok | 18 | 7  | 2 | 9  | 45     | 60     | -15   | 23   |            |
| 11     | KS Futsal Leszno              | 18 | 5  | 3 | 10 | 38     | 67     | -29   | 18   |            |
| 12     | Red Dragons Pniewy            | 18 | 3  | 7 | 8  | 53     | 76     | -23   | 16   |            |
| 13     | Red Devils Chojnice           | 18 | 2  | 3 | 13 | 51     | 85     | -34   | 9    |            |
| 14     | Gwiazda Ruda Śląska           | 18 | 2  | 2 | 14 | 35     | 81     | -46   | 8    |            |

Źródło:

## Najlepsi strzelcy
| Bramki | Strzelcy           | Drużyna              |
| ------ | ------------------ | -------------------- |
| 22     | Mateusz Kostecki   | Red Dragons Pniewy   |
| 19     | Daniel Krawczyk    | Gatta Zduńska Wola   |
| 19     | Aléx Viana         | Rekord Bielsko-Biała |
| 18     | Sebastian Leszczak | Clearex Chorzów      |

Źródło: